# クエン酸カリウム・クエン酸ナトリウム
クエン酸カリウム・クエン酸ナトリウム（クエンさんカリウム・クエンさんナトリウム）配合剤は、酸性に傾いた血液または尿のpHを是正する医薬品である。クエン酸カリウムとクエン酸ナトリウムをほぼ等モルずつ含む。経口投与で用いられる。

## 効能・効果
- 痛風ならびに高尿酸血症における酸性尿の改善
- アシドーシスの改善

## 有効性
酸性尿の改善については有効率94.2％（387/411）、
アシドーシスの改善については有効率89.7％（113/126）であった:11。

## 禁忌
ヘキサミン（尿路感染症治療薬）の効果を減弱するので、使用中の患者には投与出来ない。

## 副作用
重大な副作用として、高カリウム血症（0.21％）が知られている。

## 歴史
クエン酸カリウム：クエン酸ナトリウム = 1:1 の混合製剤は1965年にドイツで開発され、電解質バランスに影響を及ぼさず、また長期保存可能な製剤として用いられ始めた:1後、オーストリアで1966年に、スイスで1967年に販売開始された:30。
日本では1988年に散剤が、1992年に錠剤が承認された:1。

## 参考資料
1. ↑  “ウラリット−Ｕ配合散／ ウラリット配合錠 添付文書”. www.info.pmda.go.jp.   PMDA. 2021年5月5日閲覧。
2. 1 2 3 4  “ウラリット−Ｕ配合散／ウラリット配合錠 インタビューフォーム”.   PMDA. 2021年5月5日閲覧。